# ННН-промысел
Незаконный, несообщаемый и нерегулируемый промысел (ННН-промысел; англ. Illegal, unreported and unregulated fishing (IUU fishing)) — незаконный вылов биоресурсов в промышленных масштабах. Является проблемой международного уровня. Объём ННН-промысла оценивается на уровне до 30 % от общего промышленного вылова отдельных видов рыб ценных пород. Для уменьшения объёмов ННН-промысла ФАО разработала Международный план действий (МПД-ННН). "Соглашение о мерах государства порта по предупреждению, сдерживанию и ликвидации незаконного, несообщаемого и нерегулируемого промысла" ратифицировано Государственной Думой РФ 8 декабря 2020 года, и вступило в силу для РФ 8 марта 2021 года 

## Определение
Незаконный промысел — вылов водных биоресурсов с нарушением законодательства. Может происходить как в прибрежных водах, находящихся под юрисдикцией того или иного государства так и в открытом море, которое регулируется региональными рыбохозяйственными организациями.
Несообщаемый промысел — вылов биоресурсов, о котором не сообщается соответствующему национальному органу, что является нарушением действующих законодательных норм.
Нерегулируемый промысел — ведётся судами без национальной принадлежности или находящимися под флагом страны, не являющейся участником региональных рыбохозяйственных организаций.

## Причины и условия
Причины ННН-промысла аналогичны тем, которые стоят за многими другими видами международной экологической преступности. Например, высокая рыночная цена на продукцию из водных биоресурсов.
Успех ННН-промысла зачастую объясняется неспособностью некоторых стран обеспечивать соблюдение национальных и международных законов (например, из-за недостатка ресурсов или коррупции). Другой движущей силой ННН-промысла является неспособность ряда государств следить за судами в своих регистрах, что, в свою очередь, создаёт стимул для пиратов регистрироваться под этими удобными флагами. В результате незаконный промысел даёт высокую доходность, что привлекает организованную преступность.

### Сноски
1. ↑  Ella Syafputri. Almost Half of Illegal Fishing in the World Occur in Indonesia (19 июля 2014). Дата обращения: 7 июня 2020. Архивировано 16 декабря 2017 года.
2. ↑  Соглашение о мерах государства порта по предупреждению, сдерживанию и ликвидации незаконного, несообщаемого и нерегулируемого промысла от 22 ноября 2009 года (ратифицировано Федеральным законом от 08.12.2020 № 387-ФЗ, вступило в силу для Российской Федерации 8 марта 2021 года). publication.pravo.gov.ru. Дата обращения: 10 марта 2021. Архивировано 18 апреля 2021 года.